# La ragazzola
La ragazzola es una película italiana de 1965 dirigida por Giuseppe Orlandini.

## Argumento
Lola (Agnès Spaak) es una joven que pasó varios años en un centro penitenciario, asumiendo la responsabilidad del crimen de su novio Alberto (Angelo Infanti), quien entretanto decidió casarse con otra chica. Lola se esfuerza por adaptarse a la vida en libertad, para lo que será ayudada por Raoul (Giuliano Gemma), un vendedor ambulante  que está enamorado de ella.

## Reparto
- Agnès Spaak como Lola.
- Giuliano Gemma como Raoul.
- Gabriella Giorgelli como Inés.
- Angelo Infanti como Alberto.
- Paola Borboni como Elvira.
- Margaret Lee como Adriana.
- Roberto De Simone como El Mago.
- Sandro Dori como Fabrizio.